# Древляни
Древляните са източнославянски племена, обединени в общ Древлянски съюз, които между 6 и 10 век заемат територии в горските райони по дясното крайбрежие на Днепър, в басейните на украинските реки Тетерев и Уж, беларуската Припят и реките Уборт и Ствига, протичащи и през двете държави. Земите им на запад достигат до река Случ, където граничат с волиняните и бужаните, а на север имат обща граница с драговитите.

## Произход
Древляните принадлежат към пражко-корчакската култура, в която влизат няколко славянски племена. Древните венди, живеещи първоначално по поречието на река Дунав, през I век вече заемат земите покрай реките Западна Двина, Висла и Волхов. Поради факта, че тези територии са обширни и слабо населени, в края на 6 и началото на 7 век, принудени от силни врагове, тук пристигат родствените на тях славянски племена бели хървати, сърби и хорутани, предци на днешните словенци. Те се придвижват на североизток и се заселват на различни територии. Тези, които избират да живеят в горите са наречени древляни, други, останали по поречието на Днепър приемат името поляни. Заселилите се в блатистите местности между Припят и Западна Двина са наречени драговити, а онези, които достигат най-далеч на север и заемат земите между реките Западна Двина и Полота приемат името полочани. За техни потомци се считат беларусите и част от населението на Украйна.
По онова време 4/5 от земите на Полесието са заети от гори, откъдето древляните получават и наименованието си. Руският археолог-славист, доктор на историческите науки Пьотър Третяков приема, че племената на древляните се различават от останалите славянски племена, които съставляват ядрото на древноруския народ. Според него различия съществуват в техния произход, обредите и диалекта, който използват.

## Антропологична характеристика
Антропологията на древляните съответства на тази на оригиналните славяни. При съпоставянето с обкръжаващите ги етнически групи се оказва, че във формирането на антропологическия състав на древляните най-голямо влияние имат балтите и по-малко фино-угрите. Характеризират се със силно изразени европеидни черти, със сравнително кръгло лице и силно издаден нос.

## Организация и самостоятелно управление
Съюзът на древлянските племена се управлява на общинно-демократични принципи. Начело на всяко племе стои местен княз, който упражнява властта си, опирайки се на народното вече и на най-уважаваните мъже. Древляните са най-враждебно настроените източнославянски племена по отношение на поляните и техните съюзници, образували държавата Киевска Рус.
Първата информация за древлянски княз е датирана от края на 9 и началото на 10 век. Летописът, в който са споменати, се отнася до Никсиний, чиято съпруга е чешката принцеса Манфред. Предполага се, че именно Манфред е майка на бъдещия княз Мал, който се жени също за чешка принцеса.
Земите на Съюза на древлянските племена, в края на 9 и началото на 10 век, имат за главни центрове Искоростен (днешен Коростен в Украйна), Вручий (днешен Овруч), Ма̀лин, Житомир и други. Искоростен, като център на най-силното и влиятелно племе, служи като главен град и на всички древлянски земи. Тук периодично пристигат племенните князе от други райони, за решаване на общи важни въпроси. В наше време край Искоростен е открита компактна група от древни селища. Археологическите паметници на древляните представляват останки от многочислени земеделски селища с жилища-полуземлянки, укрепени градове и гробища с кремирани останки. От 10 век кремацията е изоставена и се преминава към традиционното полагане в гроба. Основният поминък на древляните се състои от земеделие, животновъдство и слабо развито занаятчийство.
По време на тримата братя Кий, Шчека и Хорив, основали Киев, древляните вече имат свои князе и воюват с поляните. Към средата на 9 век Древлянският съюз укрепва в икономическо, политическо и военно отношение и започва да придобива наченки на държавност – наличие на своя, добре защитена територия, княжеско управление, престолен град, силна войска. Според Първата новгородска летопис древляните са силен народ, побеждаващ в битки и успешно воювал с княз Черни, основателя на столицата на северяните Чернигов.
През 833 година варяжкият военачалник Олег воюва с тях и ги побеждава, както и много други славянски племена. Походът му обаче завършва с мирен договор между Киевското княжество и Древлянския съюз. Олег се отказва да щурмува Искоростен, а древляните се задължават да му плащат данък.

## Отношения с княз Олег Новгородски
Древляните не признават чужда власт. През 859 година летописецът пише, че племената чуд, мер и кривичи плащат данък на варягите, а полянини, северяни, вятичи – на хазарите. Никъде не е упоменато, че древляните плащат данъци на друго племе. Това дава основание да се смята, че по това време те са били свободни и не са били подчинени от никого.
През 883 година, след убийството на киевските князе Асколд и Дир, и завземането на Киев от Олег (Хелгу), той облага древляните с данък. В същия летопис се споменава, че при похода на Олег от 907 година срещу Византия, във войските му участва и древлянска дружина, наета срещу определено заплащане. По някое време древляните отново попадат в сферата на влияние на Киевското княжество, управлявано от представителите на династията Рюриковичи.
След похода към Константинопол, след който древляните не получават обещаното заплащане, Съюзът замисля да се освободи от опеката на киевските князе, считайки ги чужди на славянските народи. Когато през 912 година Олег умира, те решават, че подходящият момент е настъпил и престават да плащат данък. Киевската варяжка върхушка обаче не може да приеме освобождаването на древлянските племена. Една от причините е, че данъкът, събиран от тях никак не е малък. Друга основна причина е, че ако изгубят власт над едно от славянските племена, то би могло да се превърне в център за обща борба срещу Киевското княжество.

## Убийството на княз Игор
По тези причини през 914 година Игор I (Ингвар, а във византийска транскрипция Ингор) тръгва на поход срещу Древлянския съюз, побеждава го и му налага данък, много по-голям от този на Олег. Оставя в Искоростен войводата Свенелд с една дружина, за да управлява непокорната древлянска земя. Причините за последвалите през 945 година събития се тълкуват от историците по различен начин, като са развити няколко хипотези.
- Най-разпространена е хипотезата, че през тази година е вдигнато първото антифеодално въстание в Русия. Съгласно летописите, княз Игор отива в земите на древляните за да събира данъци, въпреки че те вече са събрани от Свенелд. За разлика от обикновените данъци, които се събират в полза на князете, в случая данък се събира и за издръжка на наемните дружини.[5]

Константин VII Багрянородни пише за събирането на този вид данъци в Киевска Рус, че през ноември князът излиза от Киев с всичките си варяжки дружини и се отправя да събира данък „обиколка“ (кружение). Посещава Славия, древляни, драговити (друговичи), кривичи, северяни и други славянски племена, които му плащат данъци. Всички войници се хранят при тях през целия зимен сезон, а когато се разтопи ледът по река Днепър се връща в Киев. Допълнителният данък и всички насилия, извършвани от княза и дружините му по време на техния престой при славяните, предизвикват силно недоволство сред подчинените племена.
След като Игор тръгва обратно към Киев, карайки повторно събрания данък, решава, че би могъл да опита да получи още един допълнителен данък. Изпраща основната част от дружините си със събраното към Киев и се връща при древляните само с една малка част от войниците си. Разбирайки за поредните княжески искания, древляните се събират на съвет с княз Мал и изпращат при Игор свои представители с идеята да го умилостивят. След като мисията им се оказва неуспешна, техните войни излизат от Искоростен, разбиват дружините и убиват княз Игор. Според византийския историк Лъв Дякон, той е завързан за краката на две брези на десния бряг на река Уж и разполовен.
- Следващата хипотеза принадлежи на Алексей Шахматов, руски академик от дореволюционните времена и на съветския академик Борис Греков, и двамата специалисти по история на Киевска Рус. Те считат, че това въстание трябва да се разглежда като междуособна война за властта над древляните, водена между княз Игор и войводата Свенелд. Докато Свенелд е княжески наместник в древлянските земи забогатява, набира сила и постепенно става все по-независим от властта на Киев. Има свои въоръжени дружини, които по нищо не отстъпват на киевските. Игор настъпва в територията на древляните и е убит под ръководството на Мстислав Свирепия, син на Свенелд.[5]

- Друга хипотеза изказват историците А. Членов и Александър Зимин. Според тях Игор, като представител на династията Рюриковичи, която със сила заграбва властта в славянските земи, се опитва завинаги да унищожи и последната крепост на освободителната борба срещу варягите. В древляните и династията на княз Мал той вижда заплаха за цялото си господство над Киевска Рус. Тази трактовка води до извода, че това е последният опит на славянските племена да се освободят от узурпаторите.[5]

## Отмъщението на Олга Киевска
Убийството на княз Игор се приема от древляните като основание за мирното преминаване на властта в Киев от ръцете на Рюрикови, в тези на династията на древлянския княз Мал. Според тях многото подчинени славянски племена трябва да бъдат управлявани от славянска, а не варяжка династия. Сред славяните от това време все още е разпространена традицията и неписаното правило, според което този, който убие главата на рода, може да унаследи неговата власт като се ожени за вдовицата му. Затова древляните изпращат при княгиня Олга Киевска, съпругата на загиналия Игор, 20 от най-добрите си мъже, за да ѝ съобщят решението на княз Мал да я вземе за жена.
От друга страна, съгласно езическите обичаи на варягите, Олга е длъжна да отмъсти за смъртта на съпруга си, тъй като синът им Светослав все още е дете и не може сам да изпълни това си задължение. Затова тя нарежда пристигналите древлянски пратеници да бъдат убити, като закопават до шия мъжете и ги оставят да умрат. Вторите представители на древляните, които пристигат със същата цел, са изгорени живи, след което са изпълнени всички традиционни изисквания за тяхното погребение.
След тези събития Олга събира варяжките дружини и потегля към Искоростен. Тя изпраща пратеник в града, който от нейно име моли древляните да ѝ позволят да поплаче над лобното място на мъжа си и да организира там погребално пиршество, каквато е варяжката традиция. По време на пиршеството обаче, дружините нападат древляните и според летописците, избиват 5000 от тях.
Но това не е достатъчно за княгинята и на следващата година тя подготвя нов, голям поход срещу непокорните племена. През 946 година потегля със сина си и войските и навлизайки в древлянските земи, среща сериозна съпротива. Според летописците, за разлика от Игор, дружините пристигат по суша. Край село Ушумир, при вливането на река Студеница в Уж, се намира аванпостът, защитаващ подстъпите към Искоростен, където са изградени защитни земни валове. Главната битка се състои именно на това място и древляните са разбити. Останалите живи се затварят в града, а Олга обсажда стените му. Варягите прекарват там цялото лято, но всичките им усилия да го превземат са неуспешни.
В края на лятото с измама, описана от летописците и приличаща повече на народна легенда, Олга успява да влезе в Искоростен и да го опожари напълно. Изгаря и старейшините, част от населението дава в робство на войните си, а други принуждава да плащат данък както на Киевското княжество, така и отделно на самата нея, заради убития ѝ съпруг. По-късно археолозите потвърждават факта за големия пожар в Искоростен. Градът престава да съществува и повече не се споменава в летописи, а функциите му, като център на древлянските земи са прехвърлени на град Вручий, днешния украински град Овруч. Оттогава древлянската земя окончателно влиза в състава на Киевска Рус.

## В състава на Киевска Рус
За да унищожи напълно надеждата на древляните за освобождение, Светослав I Игоревич изпраща при тях сина на Олег с титлата „Древлянски княз“. Киевският княз взима за своя наложница Малуша, пленената дъщеря на древлянския княз Мал. Светослав има стотици наложници, но престолонаследник става синът на Малуша Владимир, който по-късно покръства Киевска Рус. Тази връзка всъщност представлява династически съюз с древляните и затова, след като Владимир I Светославич наследява баща си и става княз, повече не може да се говори, че Киевска Рус е управлявана от династията Рюриковичи.
По други данни Малуша е икономка на княгиня Олга и няма нищо общо с древляните, а престолонаследник е Ярополк, първородният син на княз Светослав. Съществува и вероятността тя да е хазарска юдейка, дъщеря на равина Малк от град Любеч в Хазарския каганат, която става икономка на Олга или Светослав, след като е поробена при завземането на града.
Почти 70 години след покоряването на древляните княз Владимир I Светославич изпраща един от своите синове – Светослав в техните земи отново с титлата „Древлянски княз“. За последен път името на древляните се среща в един летопис от 1136 година. Тогава киевският княз Ярополк I Владимирович дава земите им на църквата, като известния през руското Средновековие църковен десятък.